# 씨엘로
씨엘로는 대한민국의 음악 그룹이다. 2019년 싱글 앨범 [Searching For You]로 데뷔했다.

## 음반
- Searching For You (2019)
- Tenderhearted (2020)
- 호산나 (2021)
- 부활의 소망 (2021)
- 내 진정 사모하는 (2021)